# 向二牛
向二牛（1961年5月—），土家族，湖南省永順縣人，中华人民共和国官员，山西省煤炭工业厅厅长，中国共产党十九大代表。

## 生平
1984年8月参加工作，1983年12月加入中国共产党，工学学士学位。曾任辽宁煤矿安全监察局总工程师，后来担任副局长（排名第一）、党组成员。2015年9月，向二牛调任山西省煤炭工业厅厅长、党组书记。由于前任厅长吴永平因涉嫌贪腐被带走调查，此前山西省煤炭厅厅长已空缺十个月。